# رافاييل فاسكيز
رافاييل فاسكيز (بالإسبانية: Rafael Vázquez)‏ هو مغني وملحن مكسيكي، ولد في 26 مارس 1929 في تامبيكو في المكسيك.

## روابط خارجية
- رافاييل فاسكيز على موقع IMDb (الإنجليزية)